# Иоганн Георг II Саксен-Эйзенахский
Иоганн Георг II Саксен-Эйзенахский (нем. Johann Georg II von Sachsen-Eisenach; 24 июля 1665, Фридевальд — 10 ноября 1698, Айзенах) — герцог Саксен-Эйзенахский.

## Биография
Иоганн Георг II — второй сын саксен-эйзенахского герцога Иоганна Георга I и Иоганетты фон Сайн-Витгенштейн.
В 1684 году его старший брат Фридрих Август погиб в войне с турками, и Иоганн Георг II стал первым в линии наследования. 19 сентября 1686 года скончался отец, и Иоганн Георг II стал новым герцогом саксен-эйзенахским.
20 сентября 1688 года Иоганн Георг женился в Кирхгайм-унтер-Тек на Софии Шарлотте Вюртемберг-Штутгартской, дочери герцога Эберхарда III Вюртембергского и Марии Доротеи Софии Эттингенской. Детей у них не было.
В 1690 году умер, не оставив наследника, герцог Саксен-Йены Иоганн Вильгельм. Герцогство Саксен-Йена было разделено между Саксен-Веймаром и Саксен-Эйзенахом.
В 1698 году Иоганн Георг умер от оспы. У него не было наследников, поэтому новым герцогом стал его брат Иоганн Вильгельм.